# Paolo Truzzu
Paolo Truzzu, né le 25 juillet 1972 à Cagliari, en Sardaigne, est un homme politique italien, membre du parti des Frères d'Italie. Il est maire de Cagliari de 2019 à 2024.

## Biographie

### Formation
Paolo Truzzu naît le 25 juillet 1972 à Cagliari. Il est titulaire d’un lauréat en sciences politiques et d’un master en « développement économique pour les professionnels de l’administration publique et de l’enseignement supérieur ». Pendant dix ans, il travaille dans les secteurs privés de l’énergie, des télécommunications et des technologies de l’information.

### Carrière politique
Il s'est fait tatouer un «Trux» sur son bras, croisement entre son nom de famille et DUX, surnom du "Duce" Mussolini.
Aux élections régionales de 2014 en Sardaigne, il est listé comme conseiller régional sous l'égide d'Ugo Cappellacci. Lors des élections régionales de 2019 en Sardaigne, il devient conseiller régional sous l'égide de l'élu Christian Solinas.
La même année, Truzzu est élu maire de Cagliari en recueillant 50,12% des voix au premier tour,.
Il est, en 2024, l'un des maires les plus impopulaires d'Italie, alors que la ville est envahie de chantiers qui congestionnent les flux de trafic et dont l’achèvement est sans cesse repoussé.
Il est le candidat de la coalition d’extrême droite et de droite aux élections régionales de 2024 en Sardaigne mais est battu de justesse par la candidate de centre gauche, bien que sa coalition soit majoritaire au conseil régional. Cette défaite s'expliquerait par son impopularité personnelle et par les rivalités entre les Frères d'Italie et la Ligue du Nord.